# Горенка (Зубово-Полянський район)
Го́ренка (рос. Горенка, ерз. Горенка) — село у складі Зубово-Полянського району Мордовії, Росія. Адміністративний центр Горенського сільського поселення.
Населення — 162 особи (2010; 174 у 2002).
Національний склад станом на 2002 рік:
- мордва — 53 %